# Manuel Maurozomès
Manuel Comnène Maurozomès (en grec : Μανουήλ Κομνηνός Μαυροζώμης ; mort vers 1230) est un aristocrate byzantin qui tente d'établir une principauté indépendante en Phrygie dans le contexte du sac de Constantinople en 1204 par la quatrième Croisade. Sa fille est mariée au sultan seldjoukide Kay Khusraw Ier et il devient gouverneur (émir) d'une des provinces seldjoukide. En outre, il est une figure influente de la cour seldjoukide jusqu'à sa mort.

## Biographie
Peu de choses sont connues sur les premières années de la vie de Manuel Maurozomès. Sa famille est probablement originaire du Péloponnèse. Elle prend de l'importance au XIIe siècle et appartient à l'aristocratie. Il est généralement identifié comme un fils de Théodore Maurozomès, l'un des généraux de Manuel Ier Comnène. Si des historiens, dont Paul Wittek, ont pu voir en lui le mari d'une fille illégitime de l'empereur, les historiens les plus récents suivent l'hypothèse de Konstantinos Varzos, selon laquelle cette femme serait la mère de Maurozomès. Par conséquent, cela explique la prétention de Maurozomès au nom de famille des Comnène.
Vers 1200, quand le sultan seldjoukide Kay Khusraw Ier se rend à Constantinople, Maurozomès détient le rang de césar à la cour byzantine selon Ibn Bibi. Au cours de son séjour dans la capitale, Kay Khusraw devient chrétien et est baptisé, avec Alexis III Ange comme parrain. Il se marie ensuite avec une fille de Manuel Maurozomès, faisant de ce dernier l'ancêtre des sultans seldjoukides Kay Qubadh Ier et Kay Khusraw II,. 
Quand Alexis III fuit Constantinople à l'approche de la quatrième croisade en 1203, Kay Khusraw le suit et trouve refuge auprès de Manuel dans une forteresse ou sur une île inconnue. Après le sac de Constantinople par les Croisés et la mort de Süleyman II Shah, le frère de Kay Khusraw, celui-ci est rappelé à Iconium et Manuel l'accompagne. Ils sont brièvement détenus à Nicée où le dirigeant local, Constantin Lascaris ou Théodore Ier Lascaris, ont conclu un traité avec le nouveau sultan Kilic Arslan III. Toutefois, ils parviennent à s'échapper et Kay Khusraw redevient le sultan des Seldjoukides,.
Grâce au soutien des Seldjoukides, Maurozomès essaie de se bâtir une principauté en Phrygie et d'étendre son contrôle sur la riche vallée du Méandre. Il rentre rapidement en conflit avec l'Empire de Nicée de Théodore Lascaris qui vainc ses troupes turques durant l'été 1205. Cette victoire et son succès sur David Comnène à Nicomédie permettent à Lascaris de consolider son emprise sur l'Anatolie occidentale et de prétendre au titre d'empereur. Toutefois, au début de l'année suivante, alors que Kay Khusraw et Théodore Lascaris concluent un traité, le sultan seldjoukide assure un domaine à son beau-père dans la vallée supérieure du Méandre, comprenant les villes de Colosses et Laodicée du Lycos,.
Maurozomès reste un vassal des Seldjoukides jusqu'à son décès vers 1230. Il joue un rôle important dans la gestion du sultanat seldjoukide et il reçoit le rang d'émir. Il contribue à garantir l'accession au trône de son petit-fils, Kay Qubadh Ier, en 1220 et il participe aux campagnes des Seldjoukides contre le royaume arménien de Cilicie. Claude Cahen estime que Maurozomès est l'émir Comnène qui est le partisan chrétien de Kay Khusraw et de Kay Qubadh. Ses descendants prennent sa relève au sein de la cour seldjoukide jusqu'à la fin du XIIIe siècle, tout en conservant leur foi chrétienne. Dans l'inscription funéraire de Michel Maurozomès, datée de 1297, il est fait mention d'un Jean Comnène Maurozomès (probablement le fils de Manuel) et son fils Isaac-Jean, lui-même père de Michel,.